# Jarks
Jarks és un grup vocal conformat per setze nois d'entre 19 i 37 anys a Barcelona amb l'objectiu de participar en el concurs televisiu de corals de TV3, Oh Happy Day.
La tardor de 2015, el grup va participar en la tercera edició del programa Oh Happy Day, on competien corals d'arreu de Catalunya, interpretant temes d'autors i estils molt diversos. Finalment, la formació va quedar en tercera posició durant la final del programa, quedant per darrere del Quartet Mèlt, guanyadors de l'edició, i de Giovinetto.
La primavera de 2016 van llançar el seu primer disc, titulat 4x4, amb set temes originals.

## Biografia

### Oh Happy Day (2015)
Durant la primavera de 2015, Agustí Salvador i Edgar Martínez van agrupar setze nois de diferents edats amb la intenció de formar un cor masculí per a participar en la tercera edició del programa Oh Happy Day de TV3 i Veranda. Sota la direcció musical de Jordi Taixés, la formació es va presentar els càstings que es van celebrar el juny del mateix any. Durant l'estiu, Víctor Gómez i Oriol Burés van haver d'abandonar el grup per a participar en altres projectes. Finalment, van ésser selccionats per a participar en el càsting final que se celebraria a finals de setembre.
Un cop dins el concurs, el grup va comptar amb l'ajuda i consell de la seva coach, assignada pel programa: Michèle Alderete (directora d'Ol' Green, cor ex-concursant del programa). Durant els dos mesos següents, els Jarks van anar avançant dins el concurs amb versions de grups com Queen, Oques Grasses i OneRepublic; i de cantants com Lluís Llach Bruno Mars, Emeli Sandé i George Michael. Amb tan sols una nominació per part del jurat i havent guanyat el premi a millor cançó de la nit (que comportava la immunitat a les nominacions durant la gala següent) en tres ocasions, van arribar a la final, emesa en directe el 28 de novembre, on van quedar en tercer lloc amb un 20,1% dels vots del públic, quedant per darrere dels guanyadors Quartet Mèlt i Giovinetto, que van quedar en segona posició.
Gràcies a la fama guanyada pel programa, Jarks va actuar en llocs com el partit solidari per La Marató de TV3 al Miniestadi, als VII premis nacionals Special Olympics al Palau Blaugrana i a la 13a Festa dels Súpers celebrada el 17 i 18 de novembre a l'Anella Olímpica de Montjuïc. El 23 de desembre de 2015 van aparèixer com a convidats musicals al programa de TV3 Espai Terra, presentat per Tomàs Molina, per a tancar la temporada d'hivern.

### 4x4 (2016)
El 29 de novembre de 2015, després de la final del programa, Jarks va anunciar el llançament del seu primer àlbum, titulat 4x4, sota la producció d'Oriol Padrós; acompanyat d'un concert de presentació el 13 de maig de 2016 a la sala Razzmatazz de Barcelona. La gravació del disc es va dur a terme la primavera de 2016 als estudis o3 de Terrassa. El 5 de maig de 2016 es va donar a conèixer la primera cançó d'aquest nou disc, titulada "De cop". Finalment, el 20 de maig de 2016, l'àlbum va sortir a la venda en plataformes digitals sota el segell de Música Global.

## Discografia

### Àlbums d'estudi
- 4x4, Música Global (2016)

### Col·laboracions
- Oh Happy Day (3a temporada) - Oh Happy Day TV3, Música Global (2015)[11]